# Бонанза-Сіті (Нью-Мексико)
35°32′34″ пн. ш. 106°05′49″ зх. д. / 35.54277778° пн. ш. 106.09694444° зх. д.
Бона́нза-Сі́ті — місто-привид в Нью-Мексико, на північний захід від Санта-Фе. Нічого не залишилося від міста, але є залишки фундаментів. Новобудови (декорації) для фільмів (англ. Bonanza Creek Movie Ranch [Архівовано 21 березня 2009 у Wayback Machine.]) було збудовано поруч із залишками й було використано для декількох фільмів. У 2007 році тут знімали телевізійне шоу «Kid Nation».
Місто було утворено й розпочало рости в 1880 році. Хоча населення за припущеннями, досягло 2000, записано було тільки 200 жителів 1884 року.